# Trond Magnussen
Trond Magnussen je (1. veljače 1973.) norveški hokejaš na ledu.
U svojoj igračkoj karijeri, igrao je za više klubova. 
Počeo je u "Stjernenu" iz Fredrikstada.
Bio je i igračem švedskog "Vastre Frolunde iz Göteborga (1992/93.), "Farjestadsa" (od 1997/98. do 2000/01.). 
Nakon igranja u Švedskoj, otišao je u Njemačku u "DEG Metro Stars", za koje je igrao 4 sezone, od 2001/02. do 2004/05.
Poslije se vratio u Švedsku u "Leksands IF-a" (2004/05.), u švedsku 1. ligu, a iduće godine je otišao u Njemačku, u "Duisburg Foxese".

Višegodišnji je norveški reprezentativac. 

## Vanjske poveznice
- Profil na hockeydb.com